# Stroop

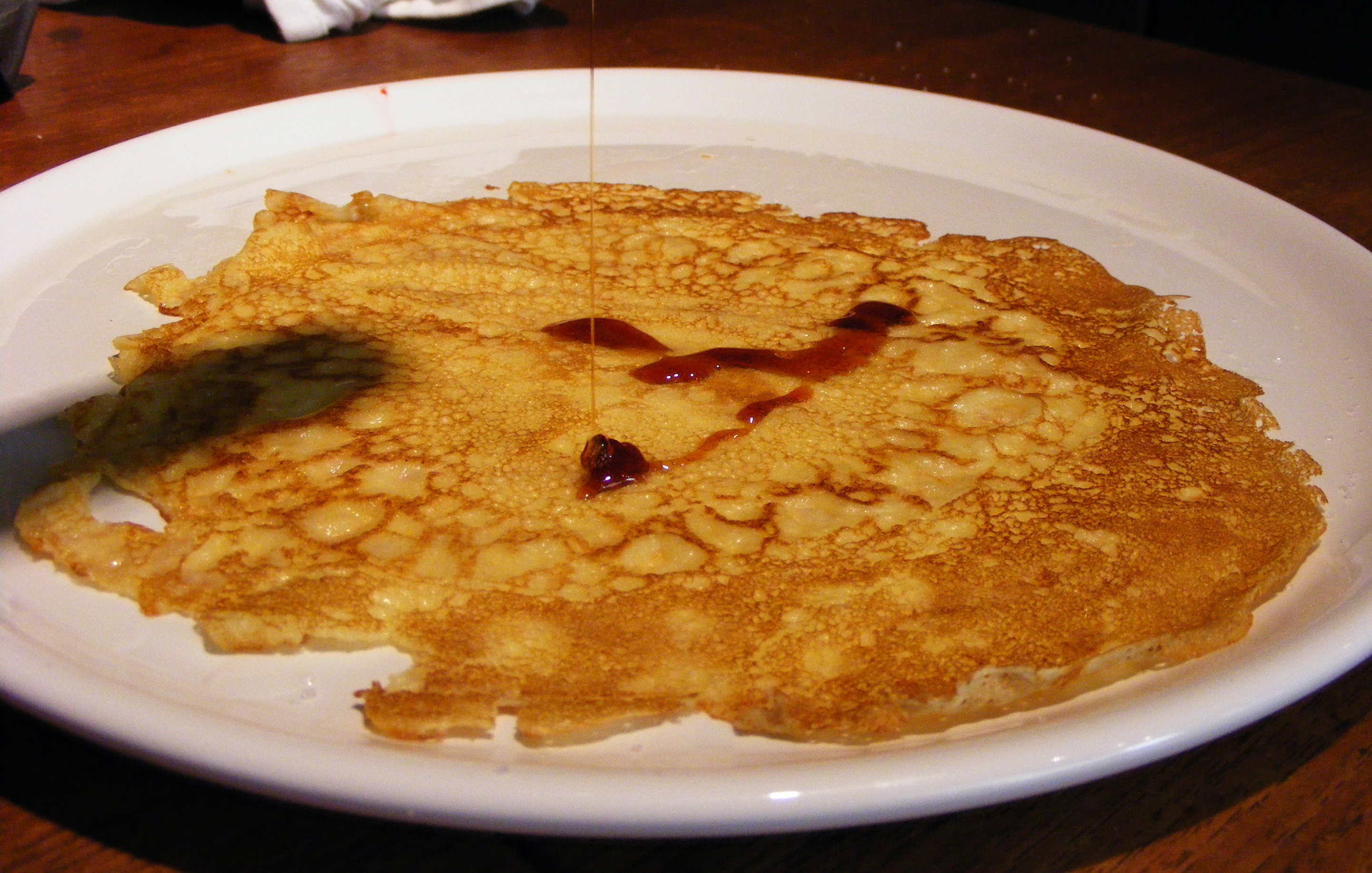
Pannenkoek met stroop

Stroop (uit het Arabisch šarab Engels syrup en via Latijn siropus) is een dikke, viskeuze, geconcentreerde vloeistof waarin grote hoeveelheden suikers (met name sacharose) zijn opgelost. Luchtdicht bewaard is het door het hoge suikergehalte ongekoeld lang houdbaar.
Dunnere stropen worden siroop genoemd; voorbeelden zijn limonadesiroop en esdoornsiroop. Dunne stroop bestaat voor meer dan een derde uit suikers, stevige stroop tot driekwart. In het laatste geval bevat de stroop ongeveer 1250 kJ (= 300 kcal.) per 100 gram product. Stroop of siroop wordt gebruikt als basis voor geneesmiddelen of als voedingsmiddel.

## Soorten
Traditionele vruchtenstroop wordt van appels en/of peren gemaakt, zo ontstaan respectievelijk appelstroop, perenstroop en peren/appelstroop. De industriële productie van deze stropen begon na 1880 in België in Haspengouw, het Land van Herve ("Luikse stroop") en in het Nederlandse Zuid-Limburg. Behalve de traditionele stropen zijn ook soorten als 7-vruchtenstroop, citrusstroop, esdoornsiroop (ahornsiroop) en bananenstroop op de markt.
De gewone suikerstroop voor huishoudelijk gebruik bestaat uit bietenstroop of rietsuikerstroop. In de voedings- en genotmiddelenindustrie wordt veel uit zetmeel bereide glucosestroop zoals aardappelstroop toegepast als zoetmiddel.

## Fabrikanten
Bekende fabrikanten zijn:
- Canisius
- Frumarco
- Suiker Unie (Van Gilse)
- Siroperie Meurens

## Erfgoed
In 2007 won de voormalige (stoom)stroopfabriek van Borgloon de Vlaamse monumentenstrijd en kan daardoor worden gerestaureerd. De oudste nog werkende stroopfabriek uit Haspengouw met een nog steeds artisanaal product is gelegen in Vrolingen, deelgemeente van Wellen.